# چلنجر ۱
چلنجر ۱ یک تانک جنگی بریتانیایی است که در سال ۱۹۸۳ وارد ارتش بریتانیا شد و در سال ۲۰۰۲ با ورود تانک‌های چلنجر ۲ به طور کامل از ارتش این کشور خارج شد. ۳۹۲ دستگاه از تانک‌های چلنجر۱ خارج شده از ارتش بریتانیا بین سال‌های ۱۹۹۹ تا ۲۰۰۴ در اختیار ارتش اردن گذارده شدند. اردن هم‌اکنون تنها کاربر این تانک است و با اصلاحات گسترده‌ای آن‌ها را به استانداردهای چلنجر۲ رسانده‌است. در مجموع ۴۲۰ دستگاه چلنجر۱ بین سال‌های ۱۹۸۳ تا ۱۹۹۰ در انگلستان تولید شد.
تولید تانک چلنجر بر اساس طرح کلی تانک‌های قبلی انگلیسی؛ سنتوریون و چیفتن صورت گرفت. تانک‌های چلنجر ۱ در عملیات طوفان صحرا در سال ۱۹۹۱ علیه نیروهای عراقی شرکت داشتند و موفق به از بین بردن حدود ۳۰۰ تانک عراقی شدند در حالی که عراقی‌ها نتوانستند حتی یک دستگاه از تانک‌های چلنجر را از صحنه نبرد خارج کنند.
تانک چلنجر نتیجه نهایی طرح بهبود کیفیت تانک‌های چیفتن بود که در دهه ۱۹۷۰ به سفارش محمدرضا شاه ایران در انگلستان آغاز شد. تانک‌های اف‌وی۱-۴۰۳۰ (ام‌کا۵ نسخه نهایی چیفتن)، اف‌وی۲-۴۰۳۰ (شیر ۱ در ارتش ایران یا خالد در ارتش اردن) و اف‌وی۳-۴۰۳۰ (شیر ۲ که به مرحله تولید انبوه نرسید) محصولات این پروژه بودند. ایران که خریدار خارجی اصلی تانک‌های چیفتن بود با سقوط شاه از این پروژه خارج شد و ارتش بریتانیا ادامه این پروژه را با هدف طراحی تانکی مطابق با نیازهای اروپای غربی بر عهده گرفت. چلنجر محصول نهایی این پروژه بود که در سال ۱۹۸۳ در ارتش این کشور پذیرفته شد. تفاوت اصلی این تانک با چیفتن در موتور بسیار پرقدرت‌تر آن بود. موتور نامطمئن لیلاندموتورز چیفتن که نقطه ضعف اصلی چیفتن بود با یک موتور قوی‌تر و مطمئن‌تر دیزلی ۲۶لیتری سی‌وی۱۲ رولزرویس جایگزین شد که ۱۲۰۰ اسب بخار در ۲۳۰۰ دور در دقیقه انرژی تولید می‌کرد. زره چوبام (Chobham) که برتری قابل ملاحظه‌ای بر زره‌های استاندارد تانک‌های آن دوران داشت و توانایی حفاظتی این تانک را در مقابل سلاح‌های ضدزره به طرز قابل ملاحظه‌ای افزایش می‌داد از دیگر پیشرفت‌های این تانک بود که بعدها تانک‌های دیگری از جمله تانک ام۱ آبرامز آمریکایی‌ها نیز به استفاده از آن رو آوردند. سیستم تعلیق هیدروگاز این تانک نیز ایراد دیگر چیفتن برای حرکت در خارج از جاده را برطرف کرده و قابلیت ارتجاعی تانک در مقابل دست‌اندازها و کیفیت حرکت خارج از جاده آن را به طرز قابل ملاحظه‌ای افزایش داد.

## کاربران
- بریتانیا: از ۱۹۸۳ تا ۲۰۰۲.
- اردن: ۳۹۲ عراده از ۱۹۹۹ تاکنون.

## نگارخانه

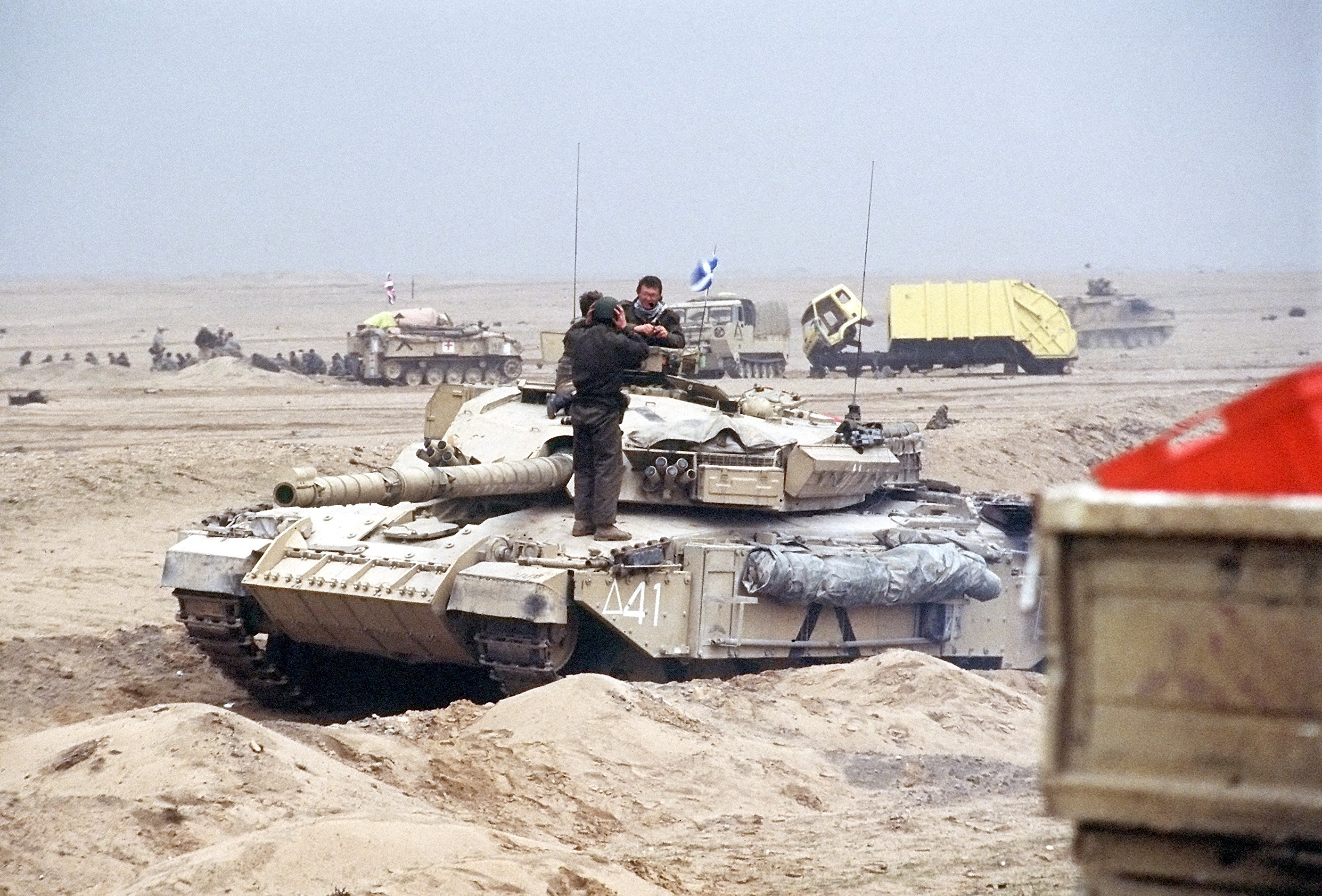
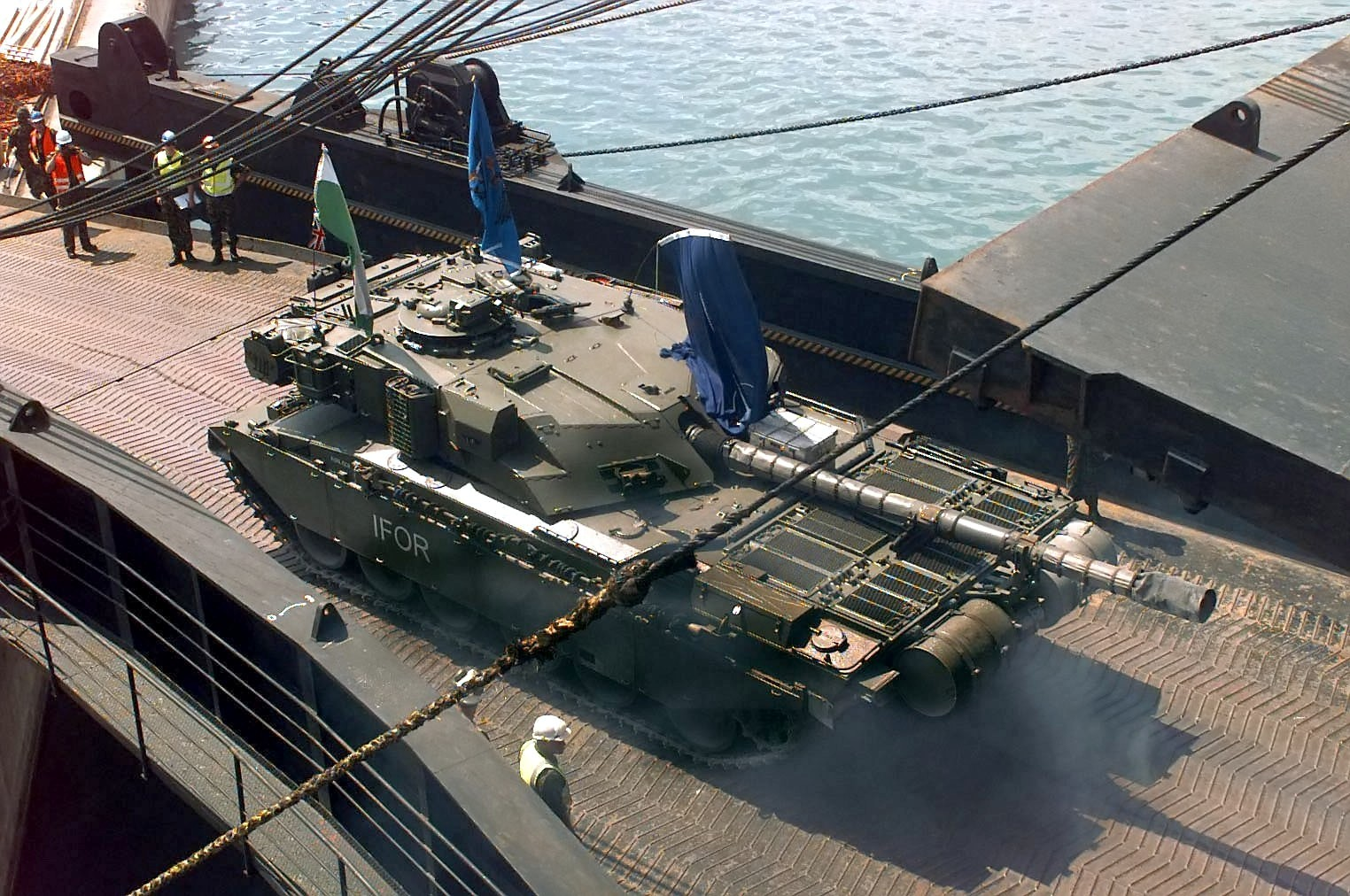
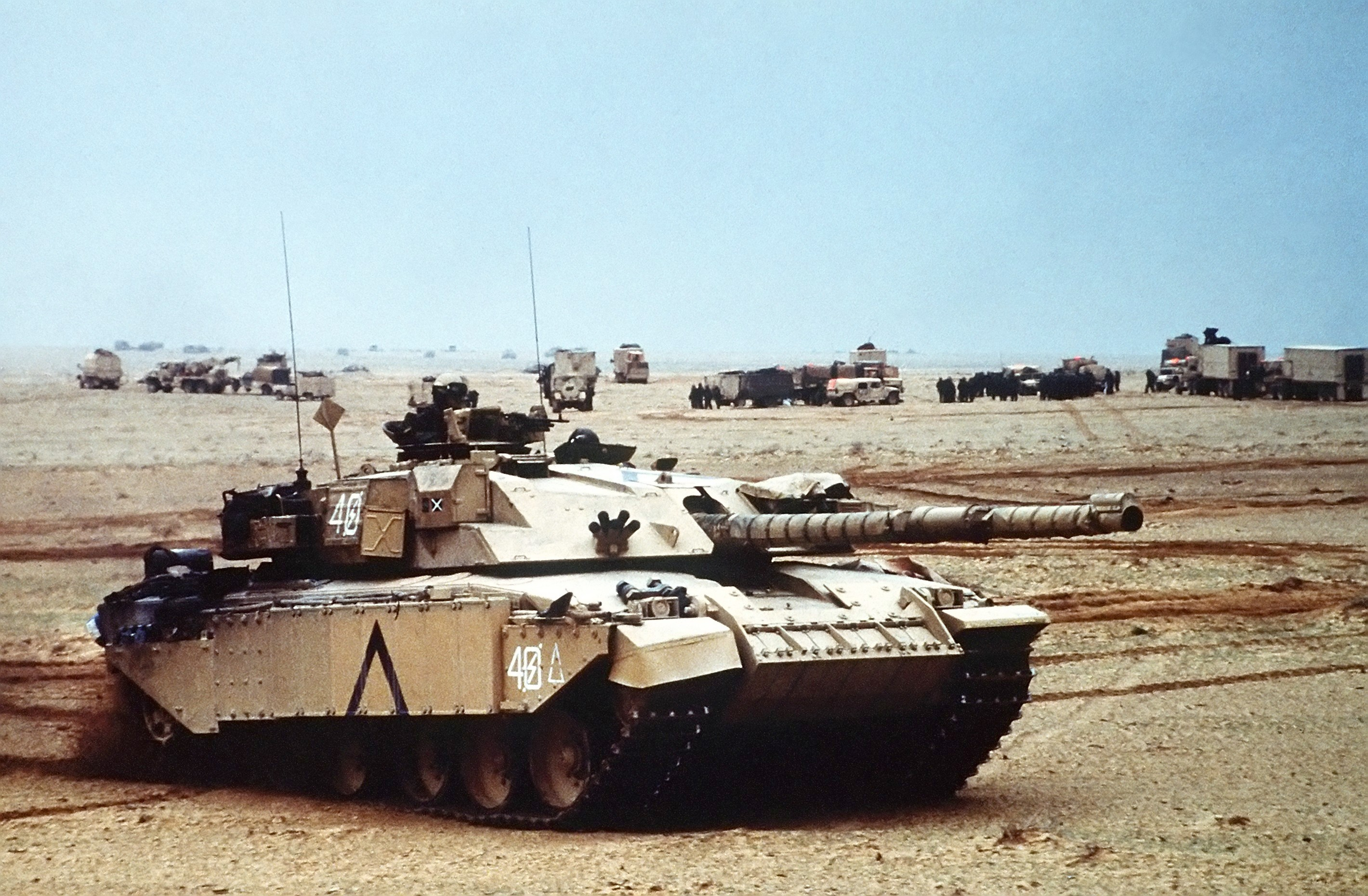